# Mátsár István
Mátsár István (Pata, 1763. július 13. – Egerszalók, 1828. január 3.) bölcseleti doktor, egri egyházmegyei római katolikus lelkész és líceumi tanár. 

## Életútja
Kassán, Bártfán és Székesfehérvárt végezte iskoláit, ezután az egri szeminarium papjelöltjei közé lépett. Káplánkodott 1787-ben történt felszentelésétől kezdve Szatmárt és Egerszalókon, majd állásában bölcseletdoktori oklevelet nyert. 1797-ben az egri líceumba helyezték át, ahol a magyar történelem tanára volt 1808-ig. 1809-ben az egyetemes történelmet és statisztikát tanította, 1810-11-ben statisztikát és bányajogot. 1812-ben egerszalóki plébános lett.
Béla király jegyzőjének munkáját versbe szedte: Hét Magyarok, az az a néhai Béla király (Anonymus) nevetlen író Deákjának az első hét magyar vezérekről írt Historiája, mellyet magyarra fordított, hat lábmértékű bajnoki versekbe szedett, más auctorokbúl sok részekben megbővített, elmés költeményekkel felékesített. Hely és év n. 4-rét 2, XV és 439 lap. (A munka elején egy 9 lapra terjedő értekezése van a verstan szabályairól). A közel tizezer magyar hexameteres munkája kéziratban maradt az egri érseki líceum könyvtárában. Hat sornyi mutatványt közöl belőle Sebestyén Gyula, aki ismerteti a munkát. Még egy kézirata van: De fontium et fluviorum origine címmel; Szemere Pál említi még: Magyar szóhangzás mértéke c. cikkét (Kazinczy F. Levelezése X. 308. l.).

## Forrás
- Szinnyei József: Magyar írók élete és munkái VIII. (Löbl–Minnich). Budapest: Hornyánszky. 1902.